# Casearia negrensis
Casearia negrensis är en videväxtart som beskrevs av August Wilhelm Eichler. Casearia negrensis ingår i släktet Casearia och familjen videväxter. Inga underarter finns listade i Catalogue of Life.